# Martin Geffert
Martin Geffert (7 marzo 1922 – Heppenheim, 4 ottobre 2015) è stato un astronomo amatoriale tedesco di professione parrucchiere.
In gioventù avviato alla formazione con parrucchiere, divenne operaio in una fabbrica di aeroplani allo scoppio della seconda guerra mondiale e fu arruolato come pilota nel 1942. Inviato prima sul fronte russo e poi su quello occidentale, venne infine catturato dall'esercito statunitense durante la presa della Ruhr.
Alla fine del conflitto riprese la professione di parrucchiere, affiancandovi la sua passione per l'astronomia. Fu tra i fondatori dell'Osservatorio di Starkenburg.
Gli è stato dedicato l'asteroide 17855 Geffert.